# Hinter den sieben Gleisen
Hinter den sieben Gleisen ist ein schweizerisches Kleinbürger-Drama aus dem Jahr 1959 von Kurt Früh. Der Film handelt von drei älteren Clochards, die einer jungen Mutter in ihrem Schuppen am Bahnhof hinter den sieben Gleisen zu helfen versuchen.

## Personen
- Clochards:

- Barbarossa, gespielt von Max Haufler, wird wegen seines grossen Bartes so genannt, heisst in Wirklichkeit Karl Kessler. Er ist ein überzeugter Vagabund und schon in einem fortgeschrittenen Alter.

- Clown, gespielt von Ruedi Walter, wird so genannt, weil er einmal im Zirkus gearbeitet hatte. Er ist der jüngste des Trios und nie um einen Scherz verlegen. Allerdings klaut er hin und wieder etwas Schnaps oder Bananen und kommt so mit dem Gesetz in Konflikt.

- Dürst, gespielt von Zarli Carigiet, ist ein wenig jünger als Barbarossa und war mal verheiratet. Als seine Frau ihn verliess, landete Dürst auf der Strasse. Sein wertvollster Besitz ist eine goldene Uhr, die er geerbt hatte und hütet, bis einer der drei Clochards einmal ernsthaft krank ist.

- Inge Bögner, gespielt von Ursula Heyer, ist ein junges deutsches Dienstmädchen, das in der Schweiz bei Familie Eberhardt gearbeitet hatte. Sie erwartet ein Kind, dessen Vater Paul Eberhardt ist.

- Hartmann, gespielt von Hannes Schmidhauser, ist ein junger Lokomotivführer, der sich in Inge verliebt.

- Paul Eberhardt, gespielt von Helmut Förnbacher, ist der Sohn von Herrn und Frau Eberhardt und durchaus kein Kostverächter. So wird angedeutet, dass er mehrere Affären hatte und mit Inge, dem Dienstmädchen, einen Sohn. Der Student will Inge heiraten, um nicht sein Gesicht zu verlieren.

- Herr und Frau Eberhardt, gespielt von Alfred Schlageter und Marianne Hediger, sind die Eltern von Paul und Besitzer einer Papierfabrik. Der Vater ist entsetzt über die Taten seines Sohnes und möchte mit Geld alles aus der Welt schaffen. Die Mutter versucht eher die Möglichkeit offen zu halten, eine Familie zu werden.

- Frau Herzog, gespielt von Margrit Rainer, ist die Barrierenwärterin des Bahnhofs und hilft Inge bei der Geburt. Diverse Male kommandiert sie die Clochards, um Inge zu helfen. Sie selbst ist etwas älter und gibt an, mehrere Kinder zur Welt gebracht zu haben.

## Handlung
Drei «Clochards», Clown, Dürst und Barbarossa führen ein fröhliches, arbeitsscheues Leben in einem Schuppen am Bahnhof in Zürich in den 1950er Jahren. Ihr Alltag, der in der Hauptsache darin besteht, Händler zu bestehlen und zu trinken, wird auf den Kopf gestellt, als sich das kaum 20 Jahre alte, deutsche Mädchen Inge bei ihnen versteckt. Inge hat starke Wehen. Mit der Hilfe der Barrierenwärterin Frau Herzog bringt sie einen kleinen Jungen zur Welt, den sie Paul nennt. Clown und Dürst wollen der jungen Frau helfen und gehen, entgegen ihrer sonstigen Natur, freiwillig arbeiten, um für Mutter und Kind Essen zu beschaffen. Barbarossa widerstrebt die Vorstellung von geregelter Arbeit enorm. Er verhält sich sehr abweisend gegenüber Inge. Nach und nach findet aber auch er Gefallen an der Idee, dem armen, deutschen Mädchen und ihrem vaterlosen Sohn zu helfen. Dies zeigt sich, als Barbarossa rasiert und in feinster, gemieteter Kleidung Inge einen Heiratsantrag macht. Sie kommt allerdings nicht dazu, diesen zu beantworten, da Clown und Dürst just in diesem Moment angetrunken zur Türe hereinplatzen und Barbarossa auslachen. Dieser verschwindet mit Tränen in den Augen aus dem Schuppen.
In der Zwischenzeit findet der Lokomotivführer Hartmann die junge Mutter im Schuppen und ist entsetzt über die Clochards. Allerdings findet der Hartmann Gefallen an Inge. Dies verheimlicht er ihr jedoch. Hartmann und die Clochards Dürst und Clown finden heraus, wer der Vater von Inges Sohn ist. Der Vater des Kindes heisst Paul Eberhardt (darum ist der Name des Kindes auch Paul) und ist der Sohn eines Papierfabrikanten. Nun holen der Lokomotivführer und die zwei Clochards den reichen Sohn etwas unsanft in den Schuppen. Dieser wusste nicht, dass Inge schwanger war, und beteuert, dass er alle Konsequenzen tragen würde und Inge heirate. Diese willigt ein, zweifelt aber, ob das ein gutes Ende sei.
Die Eltern von Paul sind alles andere als erfreut, als sie vom Abenteuer ihres Sohnes hören, zumal Inge bei ihnen als Dienstmädchen angestellt war. Sie fordern Inge und die Leute, bei denen sie sich seit ihrem Verschwinden aufhielt, auf, zu ihnen zu kommen, um alles zu bereden. Inge bricht in Tränen aus, als sie davon hört. Es scheint ihr undenkbar, dass die Clochards bei dieser edlen Gesellschaft einen guten Eindruck hinterlassen. Also fragt sie Hartmann, dass er vorgeben soll, Inge bei sich aufgenommen zu haben. Dieser, von Eifersucht wegen Paul zerfressen, lehnt die Bitte ab. Inge weiss nicht weiter. Da helfen wiederum die Clochards aus. Dürst und Clown kaufen die Kleidung mit der Uhr von Dürst und verwandeln diesen in einen Lokomotivführer namens Hartmann. Frau Herzog spielt dessen Frau.
Bei den Eberhardts verläuft der Abend sehr gut und der Plan scheint aufzugehen. Doch dann taucht der echte Hartmann in eleganter Abendrobe und sagt, er habe Inge bei sich aufgenommen. Erst als alle erstaunt zum echten Hartmann blicken, realisiert er, dass er den ganzen Schwindel wider Willen aufgedeckt und Inges Zukunft ruiniert hat. Vater Eberhardt fängt an herumzubrüllen und sein Sohn Paul versucht, ihm Paroli zu bieten. Paul stellt klar, dass er erwarte, von seinen Eltern unterstützt zu werden, da er das «Opfer» bringe, Inge zu heiraten. Inge ist über Pauls Worte entsetzt und verlässt mit dem Kind das Anwesen. Die Clochards, Frau Herzog und Hartmann folgen.
Später sieht man Hartmann etwas geknickt bei seiner Lokomotive. Inge erscheint mit dem Kind und sagt, dass dieser Lokomotivführer werden wolle und auch nicht Paul heissen. So wird er nach Hartmanns Vornamen genannt. Danach sieht man Hartmann, Inge und das Kind auf einer Lokomotive wegfahren. Die Clochards sind in ihrem Schnuppen und bekommen auf wundersame Weise ihre Uhr zurück, worauf Barbarossa sagt: «Nid grüble! Es git Sache, wo me nid dörf grüble!» (dt.: Nicht grübeln! Es gibt Dinge, wo man besser nicht grübelt!).

## Produktion und Veröffentlichung
Der Film wurde 1959 unter der Regie von Kurt Früh nach einem Drehbuch von Kurt Früh und Hans Hausmann produziert. Die Musik komponierte Walter Baumgartner und für die Kameraführung war Emil Berna verantwortlich.
Das Schweizer Fernsehen strahlt den Film einmal im Jahr aus. Praesens veröffentlichte den Film auf DVD, einzige Sprachfassung ist Schweizerdeutsch.

## Bühnenversion
Kurt Frühs Tochter Katja adaptierte 2004 den Film als Bühnenstück. Die Handlung ist fast gleich, allerdings ist der einzige Schauplatz der Schuppen, das heisst, dass die Eberhardts den Schuppen besuchen anstatt die Villa.

## Fortsetzung
Aufgrund des grossen Publikumserfolges drehte Kurt Früh 1960 die Fortsetzung Der Teufel hat gut lachen, in welcher der Teufel persönlich die drei Clochards mit Geldgeschenken in finanzielle Versuchung führt. In der Schweizer Produktion, die in Deutschland unter dem Titel Drei schräge Vögel lief, spielten nebst den Darstellern aus dem ersten Teil auch Stars wie Gustav Knuth, Trude Herr oder Theo Lingen mit. Dennoch konnte der Film nicht annähernd so viele Zuschauer in die Kinos locken wie sein Vorgänger und erwies sich als finanzieller Flop.